# برگ‌پوش پیشانی‌طلایی
برگ‌پوش پیشانی‌طلایی (نام علمی: Chloropsis aurifrons) نام یک گونه از خانواده برگ‌پوش است.